# Tanjung Sari (Buay Madang Timur)
Tanjung Sari is een bestuurslaag in het regentschap Ogan Komering Ulu van de provincie Zuid-Sumatra, Indonesië. Tanjung Sari telt 2505 inwoners (volkstelling 2010).